# Kool-Aid Man
Kool-Aid Man é o mascote criado em 1979 para a marca de bebidas Kool-Aid (ou Ki-Suco, no Brasil ).

Este personagem já fez diversas aparições na televisão, tanto em comerciais como em programas, como o Family Guy.

O precursor do Kool-Aid Man, o Pitcher Man, foi criado em 1954 por Marvin Plotts, como o slogan "A 5-cent package makes two quarts".